# Simca-Gordini T15
Simca-Gordini T15 je dirkalnik, ki je bil uporabljen na dirkah za Veliko nagrado, Formuli 1, Formule 2 in športnih dirkalnikov med letoma 1947 in 1958 večinoma s strani moštva Equipe Gordini. Skupno je bil dirkalnik uporabljen kar na 292-ih dirkah, na katerih je dosegel šestnajst zmag in še dvaintrideset uvrstitev na stopničke. Večina zmag je bila dosežena na dirkah Formule 2, razen dveh na dirkah za Veliko nagrado, Jean-Pierre Wimille na dirki Copa Acción de San Lorenzo v sezoni 1948 in Juan Manuel Fangio na dirki za Veliko nagrado Marseilla v sezoni 1949, ter zmagi Maurica Trintignanta na neprvenstveni dirki Formule 1 za Veliko nagrado Albija v sezoni 1951. 

## Popolni rezultati Formule 1
(legenda) (Odebeljene dirke pomenijo najboljši štartni položaj, poševne pa najhitrejši krog)
| Leto | Moštvo         | Motor              | Dirkači             | 1   | 2   | 3   | 4   | 5   | 6   | 7   | 8   | 9   |
| ---- | -------------- | ------------------ | ------------------- | --- | --- | --- | --- | --- | --- | --- | --- | --- |
| 1950 | Equipe Gordini | Gordini Straight-4 |                     | VB  | MON | 500 | ŠVI | BEL | FRA | ITA |     |     |
| 1950 | Equipe Gordini | Gordini Straight-4 | Robert Manzon       |     | Ret |     |     |     | 4   | Ret |     |     |
| 1950 | Equipe Gordini | Gordini Straight-4 | Maurice Trintignant |     | Ret |     |     |     |     | Ret |     |     |
| 1951 | Equipe Gordini | Gordini Straight-4 |                     | ŠVI | 500 | BEL | FRA | VB  | NEM | ITA | ŠPA |     |
| 1951 | Equipe Gordini | Gordini Straight-4 | André Simon         |     |     |     | Ret |     | Ret | 6   | Ret |     |
| 1951 | Equipe Gordini | Gordini Straight-4 | Robert Manzon       |     |     |     | Ret |     | 7   | Ret | 9   |     |
| 1951 | Equipe Gordini | Gordini Straight-4 | Maurice Trintignant |     |     |     | Ret |     | Ret | Ret | Ret |     |
| 1951 | Equipe Gordini | Gordini Straight-4 | Aldo Gordini        |     |     |     | Ret |     |     |     |     |     |
| 1952 | Equipe Gordini | Simca Straight-4   |                     | ŠVI | 500 | BEL | FRA | VB  | NEM | NIZ | ITA |     |
| 1952 | Equipe Gordini | Simca Straight-4   | Max de Terra        | Ret |     |     |     |     |     |     |     |     |
| 1952 | Equipe Gordini | Gordini Straight-4 | Prince Bira         | Ret |     | 10  |     |     |     |     |     |     |
| 1952 | Equipe Gordini | Gordini Straight-4 | Johnny Claes        |     |     |     | Ret | 14  |     |     | DNQ |     |
| 1952 | Equipe Gordini | Gordini Straight-4 | Robert O'Brien      |     |     | NC  |     |     |     |     |     |     |
| 1952 | Equipe Gordini | Gordini Straight-4 | Maurice Trintignant |     |     |     | 5   |     |     |     |     |     |
| 1952 | Equipe Gordini | Gordini Straight-4 | Paul Frère          |     |     |     |     |     |     | Ret |     |     |
| 1953 | Equipe Gordini | Gordini Straight-4 |                     | ARG | 500 | NIZ | BEL | FRA | VB  | NEM | ŠVI | ITA |
| 1953 | Equipe Gordini | Gordini Straight-4 | Pablo Birger        | Ret |     |     |     |     |     |     |     |     |
| 1953 | Equipe Gordini | Gordini Straight-4 | Georges Berger      |     |     |     | Ret |     |     |     |     |     |